# Aarhus Skøjtehal
Aarhus Skøjtehal bruges til ishockey, kunstskøjteløb, curling og offentligt skøjteløb. Der er offentligt åbent fra oktober til april og klubsæsonen er fra midt august til midt april.
Aarhus Skøjtehal har plads til 2370 tilskuere – heraf 400 faste siddepladser. Ved arrangementer alene med siddepladser er der plads til i alt 1350 tilskuere. Lufttemperaturen i skøjtehallen er ca. 10 °C. Selve isen har en temperatur på mellem -5 °C og -8 °C.

## Historie
Aarhus Skøjtehal blev overbygget i 1973 af Aarhus Kommune. Før skøjtehallen blev bygget foregik skøjteløb og ishockeykampe under åben himmel på en isbane (fra 1967) beliggende på de samme arealer som Aarhus Skøjtehal er i dag.

## Klubber der benytter Aarhus Skøjtehal
- Aarhus Curling Klub (ACK)
- Ishockey Klubben Aarhus (IKAarhus)
- Crykkediles (ishockey)
- / Aarhus Skøjteklub

## Ekstern henvisning
- Aarhus Skøjtehals hjemmeside

56°10′53.97″N 10°11′22.88″Ø / 56.1816583°N 10.1896889°Ø